# Avril 1950

## Événements
- 1er avril : la Somalie est placée par l’ONU sous administration provisoire italienne (fin en 1960)[1].
- 6 avril : RCA annonce la retransmission d’une image télévisée en couleur par câble coaxial.
- 7 avril : Pierre Gallay se tue à bord du prototype SNCAC NC.1080.
- 9 avril : l'Italien Fausto Coppi remporte Paris-Roubaix.
- 12 avril : première traversée de la Manche en planeur entre Londres et Bruxelles réalisé par L. Welsh.
- 14 avril : Truman approuve les recommandations du rapport « NSC-68 » du Conseil National de Sécurité des États-Unis prônant une croissance très marquée des dépenses militaires.
- 16 avril : le Castres olympique remporte le Championnat de France de rugby à XV en battant le Racing club de France en finale.
- 24 avril : le roi Abdallah Ier de Jordanie annonce l’annexion de la Cisjordanie, c’est-à-dire les districts arabes situés à l’Ouest du Jourdain et de la vieille ville de Jérusalem. La Transjordanie devient la Jordanie.
- 26 avril : au Parlement australien, Robert Menzies dépose un projet de loi visant la suppression du Parti communiste ainsi que l'interdiction aux communistes d'occuper certaines fonctions (ce projet sera voté en mai)[2].
- 29 avril : Arsenal FC remporte la Coupe d'Angleterre face à Liverpool FC, 2-0.

## Naissances
- 1er avril : Samuel Alito, juge à la Cour suprême des États-Unis depuis 2006.
- 2 avril : Mohand Chérif Hannachi, Footballeur international algérien et dirigeant sportif († 13 novembre 2020).
- 5 avril :
  - Franklin R. Chang-Diaz, physicien et astronaute costaricien-américain.
  - Agnetha Fältskog, une des chanteuses et compositrices du groupe suédois ABBA
- 8 avril :
  - Grzegorz Lato, footballeur polonais
  - Krzysztof Matyjaszewski, chimiste polonais.
  - Jean-Pierre Pernaut, journaliste français († 2 mars 2022).
- 9 avril :
  - Kenneth D. Cockrell, astronaute américain.
  - John McCallum, professeur, auteur et homme politique fédéral canadien († 21 juin 2025).
- 10 avril : Pierre Heymann, artiste français.
- 12 avril : Jean-Marie Abgrall, psychiatre, criminologue français.
- 15 avril : 
  - Josiane Balasko, actrice française.
  - Jango Edwards, clown et comédien américain († 4 août 2023).
- 16 avril : David Graf, acteur américain († 7 avril 2001).
- 17 avril : Amar Saadani, homme politique algérien.
- 18 avril : Vladimir Kaminski, cycliste soviétique.
- 19 avril :
  - Gérard Asselin, politicien canadien.
  - Marc Demeyer, cycliste belge. († 20 janvier 1982)
  - Jacques Herzog, architecte suisse.
- 20 avril : Robert Mair, professeur d'université britannique.
- 21 avril : Tatsumi Kimishima, banquier et chef d'entreprise japonais.
- 22 avril : Peter Frampton, chanteur et guitariste de rock anglais.
- 25 avril : François Jacolin, évêque catholique français, évêque de Mende.
- 27 avril : Christian Zacharias, pianiste et chef d'orchestre allemand.
- 29 avril : Zouc, comédienne et humoriste suisse.

## Décès
- 3 avril : Kurt Weill, compositeur allemand (° 2 mars 1900).
- 7 avril : Walter Huston, comédien canadien (° 6 avril 1884).
- 8 avril : Vaslav Nijinski, danseur et chorégraphe russe (° 12 mars 1889).
- 16 avril : Arnaud Massy, joueur de golf français. (° 6 juillet 1877).
- 24 avril : Pierre Theunis, sculpteur belge (° 1er mai 1883).
- 29 avril : Conrad Kilian, géologue français (° 23 août 1898).